# Enrique Romero
Enrique Fernández Romero (ur. 23 czerwca 1971 roku w Jerez de la Frontera) – były hiszpański piłkarz występujący na pozycji lewego obrońcy.

## Kariera klubowa
Enrique Romero zawodową karierę rozpoczynał w 1991 roku w CD Logroñés. Następnie trafił do Valencii, w barwach której zadebiutował w rozgrywkach Primera División. Barwy ekipy "Los Ches" hiszpański obrońca reprezentował przez trzy sezony, w trakcie których rozegrał 91 meczów. Rozgrywki 1997/1998 spędził w RCD Mallorca, z którą zajął piąte miejsce w ligowej tabeli.
Latem 1998 roku Romero zdecydował się zmienić klub i podpisał kontrakt z Deportivo La Coruña. Od razu wywalczył sobie miejsce w pierwszym składzie tego zespołu, którego jak się później okazało nie oddał przez osiem kolejnych sezonów spędzonych Estadio Municipal de Riazor. W 2000 roku zdobył mistrzostwo, a w 2002 roku Puchar Króla oraz Superpuchar Hiszpanii. Łącznie w barwach Depor Enrique wystąpił w 218 ligowych pojedynkach, rozegrał także ponad 50 meczów w rozgrywkach Ligi Mistrzów.
W 2006 roku Hiszpan przeniósł się do Realu Betis. Grał tam jednak tylko przez 1 sezon, po czym zdecydował się zakończyć swoją karierę.

## Kariera reprezentacyjna
W reprezentacji Hiszpanii Romero zadebiutował 23 lutego 2000 roku w spotkaniu przeciwko Chorwacji. W 2002 roku został powołany przez José Antonio Camacho na mistrzostwa świata. Na turnieju tym Hiszpanie dotarli do ćwierćfinału, a sam Enrique wystąpił w 3 pojedynkach. Łącznie dla drużyny narodowej rozegrał 10 meczów.